# Фокшани
Фокша̀ни (на румънски: Focşani) е административен център и най-големият град в окръг Вранча, източна Румъния.

## География
Фокшани е разположен на 46 m надморска височина в най-северната част на Долнодунавската равнина и в подножието на планината Вранча, най-южната част на Източните Карпати. Около Вранча преминават няколко активни разлома, на които се дължи силната сеизмичност на района. Площта на общината е 54,8 km².
Градът е пресечен от река Милков, част от басейна на Сирет, която дълго време е граница между областите Влашко и Молдова. Поради опасността от наводнения, коритото на р. Милков в наши дни е изместено на юг от града.

## История
Фокшани е основан през XVI век и е упоменат за първи път в документ, разказващ за битката между молдовския владетел Йоан Вода чел Витяз и влашкия княз Александру II Мирча през 1574 г.
Възхода на града води до създаването на голямо тържище вблизост до него – Търгу Путней (в свободен превод – „Пазар край пътя“). Тъй като е на границата между две държави, се развиват два обособени града – Фокшани мунтени (Влашки Фокшан) и Фокшани молдовени (Молдовски Фокшан), разделяни от река Милков, като всеки от градовете си имал свои институции и организация. В средата на XVII век Молдова е по-развита и просперираща от Влашко. Григоре I Гика издига в планинската част манастира „Свети Йоан“ който днес се намира в центъра на града, на площад „Унири“ („Съединение“).
През 1772 година край Фокшани се провеждат важни дипломатически преговори между Руската и Османската империя. През 1789 година в битката при Фокшани съюзните войски на Русия и Австрийската империя нанасят тежко поражение на османците.
След Кримската война градът е едно от средищата на движението за обединение на Влашко и Молдова. Съединението на княжествата през 1859 година повдига въпроса за местоположението на столицата на новата държава — съществува проект това да е град Фокшани, но в крайна сметка столицата се установява в Букурещ. Все пак през първите няколко години във Фокшани заседава комисията за унификация на законодателството на двете страни, както и Върховния съд.
През 1881 година във Фокшани е проведен първият конгрес на ционистките организации в Румъния — едно от първите подобни събития в цялото световно ционистко движение. През 1917 година Румъния сключва в града примирието с Централните сили, което прекратява участието ѝ в Първата световна война.

## Население
Населението на града е 73 868 жители, според преброяването от 2011 година.

## Инфраструктура
Исторически градът играе важна роля като граничен търговски център, а и в наши дни през него преминават основните пътни и железопътни връзки между Букурещ във Влашко и Бакъу в Молдова.